# Kinmen-Nationalpark
Der Kinmen-Nationalpark (chinesisch 金門國家公園, Pinyin Jīnmén Guójiā Gōngyuán, Pe̍h-ōe-jī Kim-mn̂g Kok-ka Kong-hn̂g) ist einer von acht Nationalparks in der Republik China (Taiwan). Er liegt auf den Inseln des Kinmen-Archipels vor der Küste der Provinz Fujian der Volksrepublik China. Im Jahr 2016 zählte der Nationalpark 3,35 Millionen Besucher.

## Beschreibung
Der Nationalpark besteht aus mehreren, nicht miteinander zusammenhängenden Teilen auf den beiden Hauptinseln des Kinmen-Archipels, Groß-Kinmen (大金門,  Dà Jīnmén) und Klein-Kinmen (小金門,  Xiǎo Jīnmén). Die Fläche des Nationalparks von 3.528,74 ha umfasst etwa ein knappes Viertel (23,14 %) der Fläche der beiden Inseln und verteilt sich auf fünf Gebiete:
- Taiwushan-Gebiet (太武山區): 1599,43 ha, im Zentrum von Groß-Kinmen
- Guningtou-Gebiet (古寧頭區): 733,56 ha, im Nordwesten von Groß-Kinmen
- Gugang-Gebiet (古崗區): 578,15 ha, im Südwesten von Groß-Kinmen
- Mashan-Gebiet (馬山區): 430,7 ha, im Nordosten von Groß-Kinmen
- Lieyu-Gebiet (烈嶼區): 186,9 ha, in Klein-Kinmen.

Die Fläche des Parks verteilt sich auf fünf Gemeinden: Jincheng (578,20 ha), Jinning (911,5 ha), Jinhu (1208,9 ha), Jinsha (643,2 ha), Lieyu (186,9 ha).

## Flora und Fauna
Der Nationalpark weist eine vielfältige Pflanzen- und Tierwelt auf. Im Bereich der Gezeitenzone finden sich Fische, Weichtiere, Hohltiere und Krebstiere. An den Stränden kommen Schlammspringerverwandte, Sandwürmer, Winkerkrabben, Steinkrabben, Krabben der Gattung Mictyris, Soldatenkrabben, Sandkrabben, Austern, Seepocken, Hinterkiemerschnecken, sowie Seevögel vor. Insbesondere im Flachwasser vor der Nordwestküste finden sich Pfeilschwanzkrebse.
An Reptilien und Amphibien finden sich unter anderem Gelbgebänderter Krait sowie die Froschlurche Schwarznarbenkröte, Hylarana guentheri  und Fejervarya limnocharis. Von den Insekten ist Chilasa clytia erwähnenswert, eine Schmetterlingsart, die in Südasien, aber nicht auf der Insel Taiwan vorkommt.

Karte des Nationalparks

Die Vogelwelt gilt als der bedeutendste biologische Schatz des Nationalparks. In der ganzen Republik China (Taiwan einschließlich Penghu, Kinmen und Matsu) wurden etwa 550 Vogelarten beschrieben. Von diesen kommen mehr als 300 in Kinmen vor, so dass der Archipel den größten Vogelreichtum der ganzen Republik aufweist. Die Vogelwelt Kinmens unterscheidet sich dabei signifikant von der der Insel Taiwan. Einige hier vorkommende Arten, beispielsweise den Blauschwanzspint, gibt es nicht in Taiwan. Andere Arten, die in Taiwan selten sind, beispielsweise Wiedehopf, Elster, Halsbandkrähe, Graufischer, Braunliest, sind auf Kinmen verhältnismäßig häufig zu finden. Insgesamt ähnelt die Vogelwelt Kinmens deutlich mehr der des nahegelegenen Festlands, als der der Insel Taiwan. Das größte anzutreffende Säugetier ist der Fischotter, der auf der Insel Taiwan sehr selten geworden ist.
Bedingt durch den relativ nährstoffarmen, auf Fels gegründeten Boden und die relative Trockenheit (trotz der Monsunperiode) hat sich auf Kinmen eine besondere Flora ausgebildet. Nach den Erhebungen der Nationalparkverwaltung fanden sich hier 139 Pflanzenfamilien, 476 Gattungen und 820 Arten von Gefäßpflanzen. Darunter waren 22 Familien, 31 Gattungen und 52 Arten von Farnen, eine Familie, und eine Art von Nacktsamern, 92 Familien, 326 Gattungen und 529 Arten von Zweikeimblättrigen, sowie 24 Familien, 118 Gattungen, und 238 Arten von Einkeimblättrigen Pflanzen. Gemessen an der relativ geringen Fläche Kinmens gilt die Flora als artenreich. Auch die Pflanzenwelt ähnelt eher der der Provinz Fujian als der Insel Taiwan. Pflanzen wie Litsea glutinosa, Strophanthus divaricatus, Junischnee, Breynia fruticosa, Lagerstroemia limii und Xyris complanata kommen zwar in Fujian und Kinmen, nicht aber in Taiwan vor. Andere auf Kinmen regelhaft anzutreffende Pflanzen, wie Drosera indica, Drosera burmanni, Utricularia caerulea, Utricularia minutissima, Pinus massoniana, Rhododendron simsii, Biancaea decapetala, Myoporum bontioides, Pyrus calleryana und Xyris complanata sind in Taiwan sehr selten.

## Historische Monumente
Von den 44 auf Kinmen als „Nationale historische Monumente“ offiziell klassifizierten Gebäuden und Stätten liegen 12 innerhalb des Nationalparks. Dazu zählen Schreine, Pagoden, Petroglyphen, Tempel, alte Häuser etc. Im Nationalpark befinden sich außerdem zahlreiche Exponate, die an die Zeit erinnern, als sich Kinmen in einem permanenten Belagerungszustand gegenüber der Volksrepublik China befand.

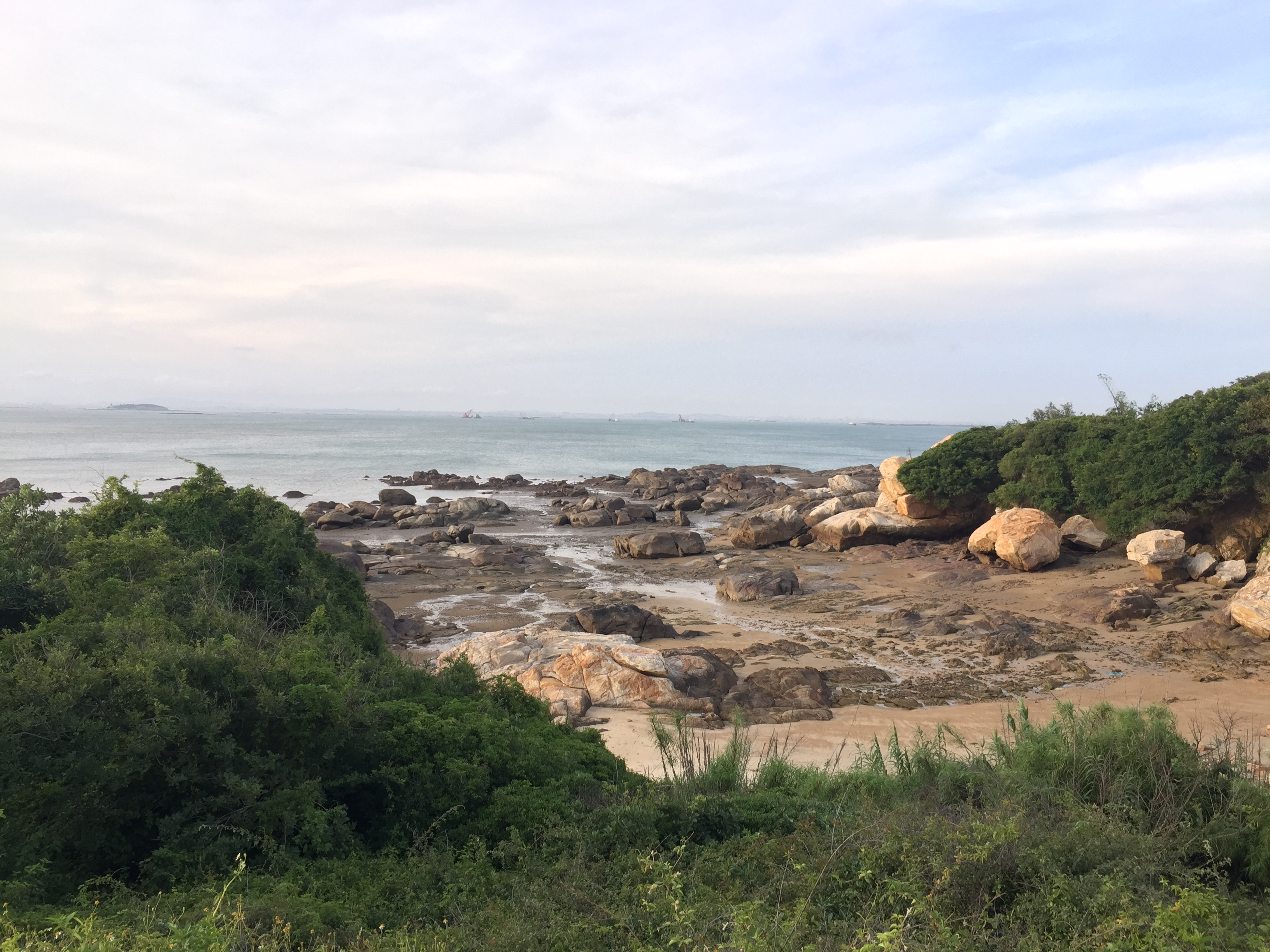
Küstenlandschaft ()
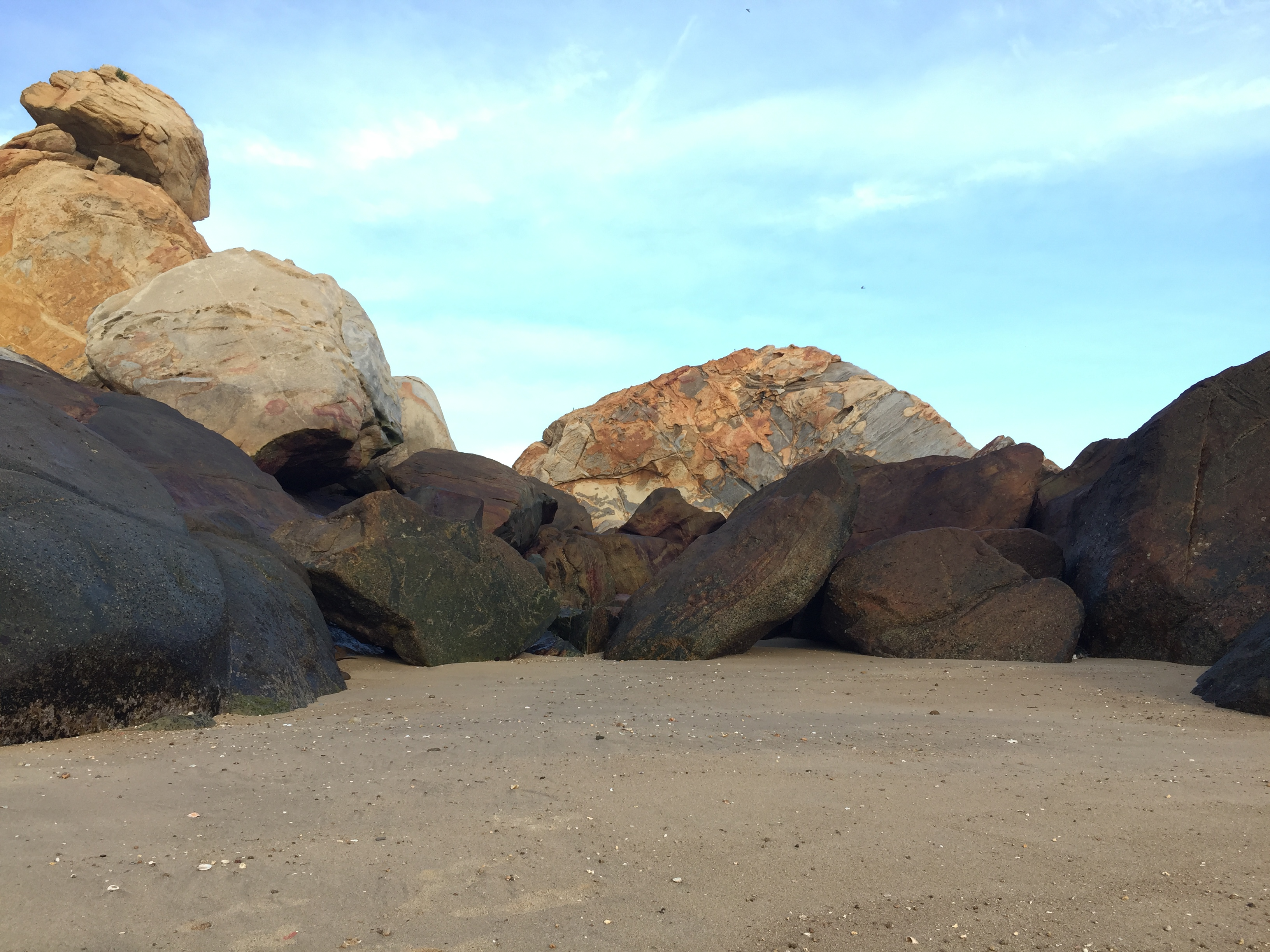
Felsformationen ()
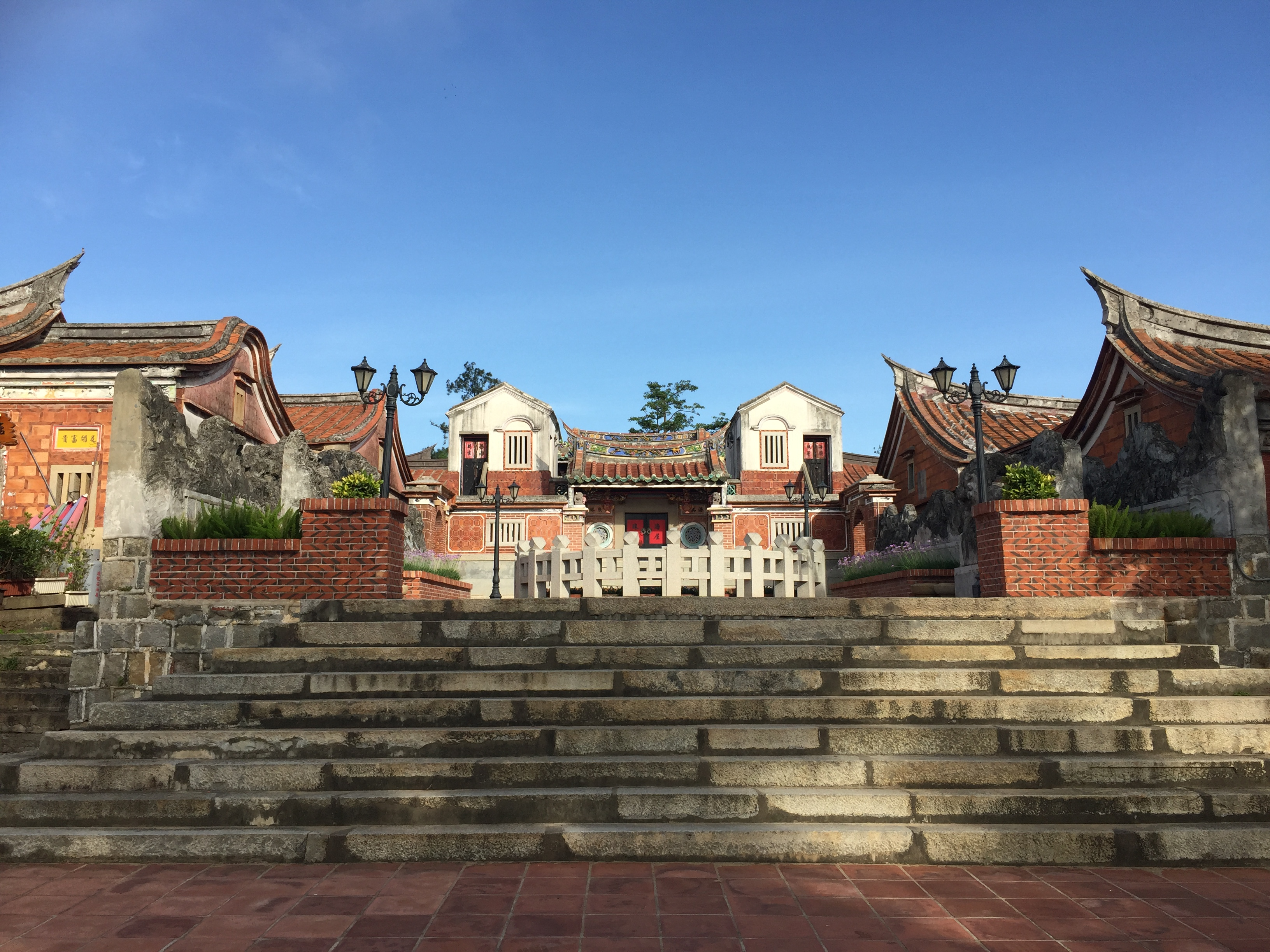
Bergsiedlung Haizhoutang (海珠堂, )
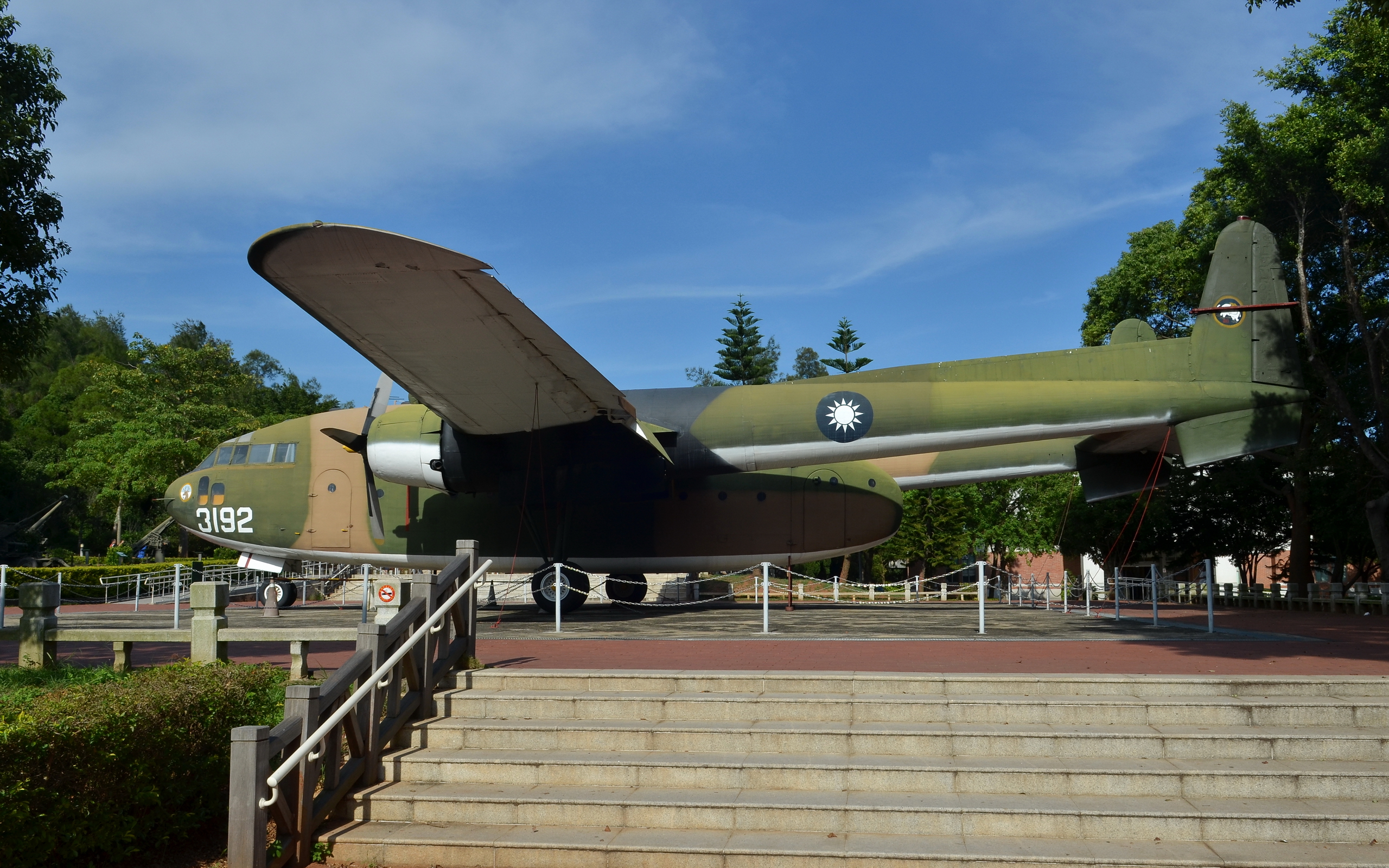
Fairchild C-119 im Nationalpark
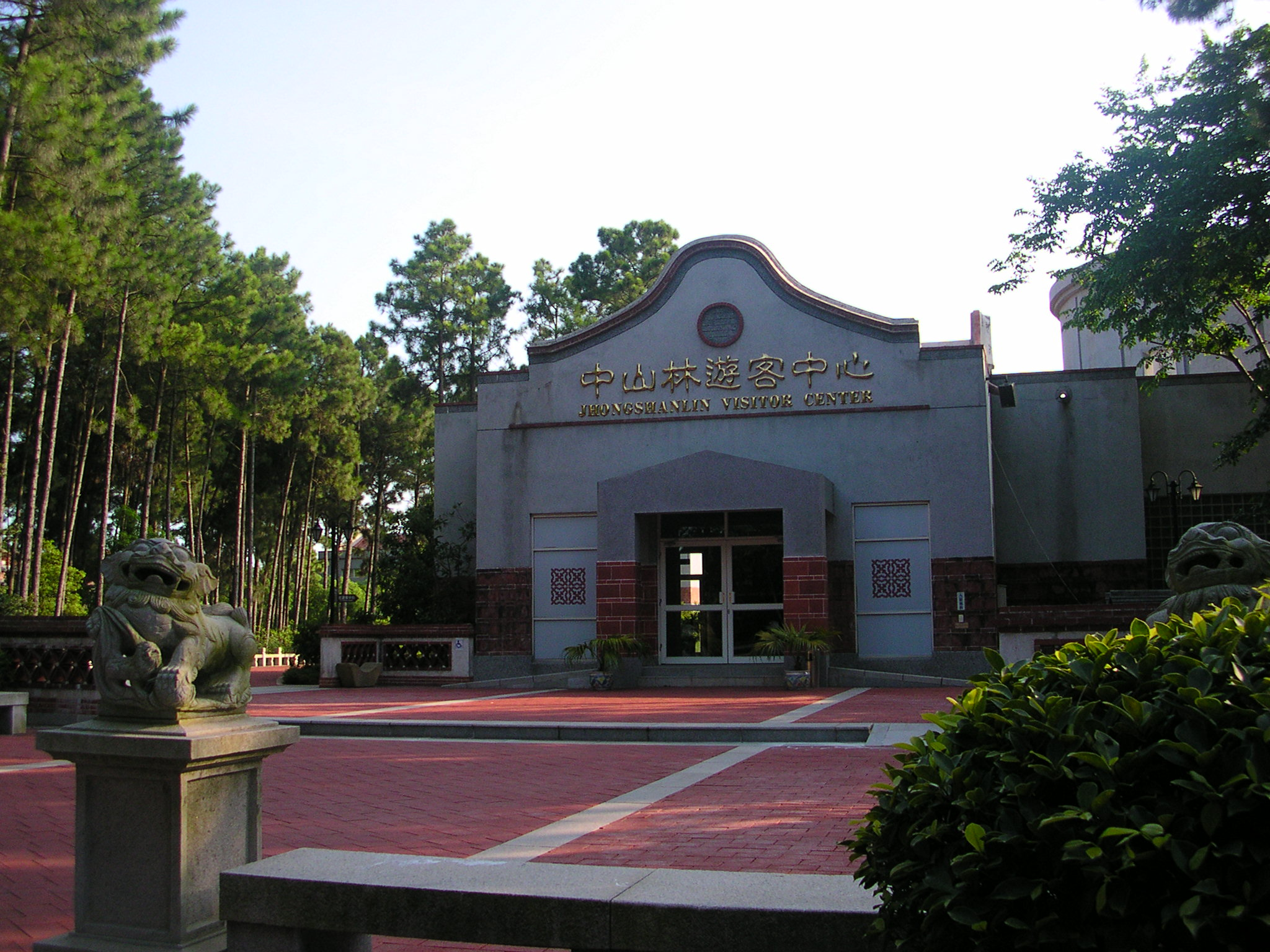
Besucherzentrum Jhongshanlin (中山林遊客中心, )